# Jump (пісня Мадонни)
«Jump» (укр. Стрибай) — четвертий і останній сингл  американської співачки Мадонни з її  десятого студійного альбому «Confessions on a Dance Floor», який вийшов 31 жовтня 2006 року на лейблі Warner Brothers. Сингл досягнув  першого місця в Угорщині та Італії, а також ввійшов у  «п'ятірку найкращих» в Фінляндії, Іспанії і Данії. Ця пісня звучала в фільмі «Диявол носить Прада», але не ввійшла до його офіційного саундтреку.